# ジムロート転位
ジムロート転位（ジムロートてんい、Dimroth rearrangement）とは、環外にアミノ基を持つ 1,2,3-トリアゾール上で、そのアミノ基の窒素が環内の窒素と入れ替わる転位反応のこと。オットー・ジムロートにより 1909年に発見された。
1,4-ジフェニル-5-アミノ-1,2,3-トリアゾールをピリジン還流下で24時間反応させると、3位の窒素上のフェニル基が5位のアミノ基の窒素上に転位して 4-フェニル-5-フェニルアミノ-1,2,3-トリアゾールを与える。
反応の機構では、加熱により環が開いてジアゾ中間体となり、水素の移動をともないながらC-C結合が回転する。そこから閉環すると転位生成物となる。
ほか、1H-1-置換-2-イミノピリミジン誘導体も同様の機構で転位反応を起こし、2-置換アミノピリミジンを与える。このとき、最初の段階では水分子が付加し、生じるヘミアミナール型中間体が開環を起こす。